# Sa Razza
Sa Razza, conosciuto anche come SR Raza o Sa razza posse, è un gruppo musicale di hip hop sardo, nato nel 1990 tra Iglesias e Cagliari.

## Storia del gruppo
Il gruppo inizia la propria esperienza nel mondo dell'hip hop durante il 1991, quando pubblica il suo primo disco mix da 12" composto dalle due tracce In Sa Ia e Castia In Fundu, composte in collaborazione con i Casino Royale. I due brani vengono successivamente inseriti nella compilation Fondamentale Vol.1 pubblicata dall'etichetta Century Vox di Bologna, nota per l'attività di sviluppo dell'hip hop italiano nei suoi primi anni di vita.
Le capacità denotate danno modo al gruppo a partecipare a numerose date live tra cui nel 1993 la presenza come gruppo spalla per i Beastie Boys a Reggio Emilia. Dopo il primo lavoro i Sa Razza lasciano l'etichetta Century Vox e si limitano ad alcune collaborazioni con l'etichetta Anagrumba. Quilo, trasferitosi a Torino, conosce Tristano Ferrero in arte Trizta, DJ e produttore e fondatore delll'etichetta Undafunk Records, con sede a Torino, nell'ottica di diffusione del genere hip hop.
La Undafunk come prima produzione pubblica un mix da 12" dal titolo Vero Sardo Gche narra la vera storia del cosiddetto "Re del Supramonte barbaricino", Graziano Mesina;  e il b/side "Adesso Scrivo un Testo" di Ruido che affiancherà Quilo anche nel primo album, segue la pubblicazione di un secondo discomix di Rawl Mc dal titolo Nudo E Crudo dove i Sa Razza compaiono come ospiti.
La band sarda nel 1996 torna a farsi sentire pubblicando il suo primo vero LP dal titolo Wessisla che, grazie al brano "I tratti della calma" prodotto dal gruppo sardo "Viracocha" e lo stile classico della west coast,raggiunge le 15 000 copie vendute. Quilo ritorna in Sardegna e fonda la Rhyme Racket, con il proposito di creare la prima etichetta discografica sarda votata all'hip hop. La prima produzione della label è il mini-CD de La Fossa dal titolo omonimo. L'etichetta ha vita breve e i Sa Razza ricominciano una intensa attività concertistica in Sardegna.
Alla fine del 1998 la Undafunk pubblica la compilation Sampla98 in cui i Sa Razza partecipano col brano Si può fare di meglio. Il periodo che segue è quello di assestamento del gruppo che vede diverse partenze ed arrivi nella propria formazione, nel 2000 alla band si aggiunge il giovane mc e produttore Raio di Iglesias, Micio P e Dj Nike, quest'ultimo campione italiano DMC nel 1997 e quarto assoluto al Campionato Mondiale dmc. Con questa formazione, i Sa Razza pubblicano per Cinenova Records l'album E.Y.A.A. che si dimostra buon successo tanto da vendere 6 000 copie in Sardegna nel 2001. Nel 2002 danno infine alle stampe un EP intitolato Itta Ee! contenente anche due videoclip.

## Formazione
Attualmente i Sa Razza sono composti da
- Quilo (MC 1973), leader storico del gruppo, attivo sin dal 1987
- Ruido (MC e producer)

## Discografia

### Album in studio
- 1996 - Wessisla (Undafunk Torino)
- 2001 - E.Y.A.A. (Cinevox/Cinenova)

### EP
- 1991 - In Sa Ia-Castia in Fundu (12") (Undafunk Torino)
- 1994 - Vero Sardo G (12") (Undafunk Torino)
- 2002 - Itta Ee! EP (Cinevox/Cinenova)
- 2003 - Grandu festa EP (Nootempo Records)

### Maloscantores (Quilo e Micho P)
- 2004 - Un gran rap sardo (Nootempo Records)
- 2005 - Sa kallella (Singolo) (Nootempo Records)
- 2006 - Musica sarda (Nootempo Records)

### Collaborazioni
- 1993: Sa Razza - In Sa Ia (da Fondamentale Vol.1)
- 1993: Sa Razza - Castia In Fundu (da Fondamentale Vol.1)
- 1998: Flaminio Maphia feat. La Fossa, SR Raza - Patto Di Sangue (da Italy's Most Wanted)
- 2000: SR Raza - Nada Pro Nada (da È solo l'inizio...Hip Hop 2000
- 2002: SR Raza - Stiamo Giù - (da Incompatibile 1999/2002)
- 2002: SR Raza - Passalo (da Da Bomb 2002 CD1)